# 2-Hydroxytryptophan
2-Hydroxytryptophan ist eine chemische Verbindung, die durch Oxidation der Aminosäure Tryptophan entsteht. Es kann als Verunreinigung in pharmazeutischen Qualitäten des Tryptophans auftreten.